# Prime Chance
Операция «Главный шанс» (англ. Prime Chance) — военная операция ВМС США, проводившиеся практически параллельно с операцией «Искренние намерения» с августа 1987 года по июнь 1989 года в Персидском заливе с целью обеспечения безопасности для судов, ходивших под американским флагом во время ирано-иракской войны. Начало операции было спровоцировано подрывом на мине танкера «Бриджтон».

## Операция
В отличие от широко освещённой в прессе операции «Искренние намерения» операция «Главный шанс» проводилась в тайне. Так задействованные вертолёты 160th Special Operations Aviation Regiment летали всегда в тёмное время суток, иногда на высоте всего в 9 метров от морской поверхности, впервые применив новейшие приборы ночного видения и тепловизоры в боевых условиях. Тактика заключалась в использовании MH-6 Little Bird как разведывательных средств и более тяжело вооруженных AH-6 непосредственно при авиаударе, для тех же целей применялись комбинации из корабельных радаров и SH-60 Seahawk.
Кроме вертолётов в ходе операции принимали участия и отряды United States Navy SEAL, используя арендованные баржи как плавучие базы, проводя в том числе и досмотры, а если потребуется и захваты подозрительных судов. Они также сыграли важную роль в самом значимом инциденте в ходе проведения операции «Главный шанс», когда 21 сентября 1987 года корабельные команды с помощью приборов ночного виденья засекли судно «Иран Айр», минирующее акваторию. «Морские котики» смогли успешно подняться на борт и захватить «Иран Айр», в завязавшейся перестрелке убив при этом 5 и захватив в плен 26 иранских моряков, некоторые из которых были спасены из вод Персидского залива после того, как они спрыгнули за борт во время атаки. На борту были обнаружены мины соответствующие тем, на одной из которых позже подорвался американский фрегат «Сэмюэль Б. Робертс».
На следующий день корабль был затоплен.
Несмотря на завершение операции «Искренние намерения» Персидский залив патрулировался вплоть до июня 1989 года.

## Последствия
Цепочка событий, вызванная захватом «Иран Айр», привела к началу операции «Богомол».